# Ernest Bour
Ernest Bour (Thionville, 20 april 1913 – Straatsburg, 20 juni 2001) was een Franse dirigent. Bij zijn geboorte lag Thionville op Duits grondgebied ten gevolge van de Frans-Duitse Oorlog.
Bour studeerde zowel aan de Universiteit van Straatsburg (klassieke talen) als het Conservatorium van Straatburg (piano). Het dirigeren leerde hij er van Fritz Münch en Hermann Scherchen. Hij werd dirigent van de omroepkoren in Genève en Straatsburg, maar werd 1941 dirigent van het orkest van Mulhouse. Vanaf 1950 was hij dirigent van het Orchestre philharmonique de Strasburg, vanaf 1955 van de voorloper Opéra national du Rhin in Straatsburg. Tussen 1964 en 1979 was hij dirigent van (voorlopers van) het SWR Symfonieorkest Baden-Baden en Freiburg. Tussen 1 september 1976 en 1 augustus 1987 was hij tevens chef-dirigent van het Radio Kamerorkest, maar stond ook wel voor de grotere versie daarvan het Radio Filharmonisch Orkest. Hij werd bij het kamerorkest opgevolgd door Hans Zender.
Bour was gespecialiseerd in composities van na 1900. Hij verzorgde wereldpremières van werk van Sylvano Bussotti, Brian Ferneyhough, Henryk Górecki, György Ligeti, Wolfgang Rihm, Karlheinz Stockhausen, en Iannis Xenakis. Andere componisten die hij uitvoerde waren Luciano Berio, Igor Stravinsky, Debussy en William Susman. Ook tijdens zijn 26 concert met het Concertgebouworkest kwam die voorliefde naar voren, maar leidde ook de klassieke werken. Zijn eerste optreden met dat orkest liet een programma zien van Karl Amadeus Hartmann (Symfonie nr. 8), Roman Haubenstock-Ramati (Les symphonies de timbres), Ton de Leeuw (Ombres) en Arnold Schönberg (Vier liederen met soliste Sophia van Sante). 
Voor plaatopnamen koos hij ook werken uit van buiten die periode, zoals van Mozart en François Couperin. Zijn bekendste opname is wellicht Atmosphères van György Ligeti, welke gebruikt werd in de film en soundtrack 2001: A Space Odyssey.
Sinds 1976 was hij commandeur in de Orde van Kunsten en Letteren.